# 谢丽尔·伯纳德
谢丽尔·伯纳德（英語：Cheryl Bernard，1966年6月30日—），加拿大女子冰壶运动员。她曾代表加拿大参加2010年和2018年冬季奥林匹克运动会冰壶比赛，其中2010年冬季奥运会获得一枚银牌。